# Collines de Malvern
Les collines de Malvern sont une chaîne des comtés anglais du Worcestershire, du Herefordshire et de l'extrémité septentrionale du Gloucestershire. Elles dominent la campagne environnante et les villages du district de Malvern. Au point culminant, un belvédère donne un panorama de la vallée de la Severn avec les collines du Herefordshire et les chaînes galloises, le canal de Bristol et les cathédrales de Worcester, de Gloucester et de Hereford.
Ces collines sont réputées pour la qualité de leur eau de source. Déjà populaires au Moyen Âge par les multiples fontaines à dévotion du pays, elles connurent un regain de fréquentation grâce au développement du thermalisme au XIXe siècle à Great Malvern, mode qui a connu son apogée avec les usines d’embouteillage d’eau minérale.
Les collines de Malvern ont été classées site d'intérêt scientifique particulier, National Character Area no 103, et Area of Outstanding Natural Beauty par Natural England. Le motif de classement porte sur  26 points relatifs aux espaces verts, aux forêts et à la géologie. Enfin, ce site (The Malvern Hills SSSI (Chase End Hill)) est classé « site-clef »  par le Forest of Dean Local Plan Review (KWS).
La gestion de l’espace naturel a été confiée aux Malvern Hills Conservators.

## Toponymie
Le nom de Malvern vient probablement du britonnique moel-bryn, qui signifie « colline dénudée » ; l'équivalent moderne le plus proche est le gallois moelfryn (mont chauve). L’endroit a successivement été désigné par Malferna (XIe siècle), Malverne (XIIe siècle), et Much Malvern (XVIe–XVIIe siècle).
Jabez Allies, un antiquaire du XIXe siècle du Worcestershire, a émis l’hypothèse que 'vern' venait des mots anglais 'Sarn' ou 'Varn', signifiant « pavé » ou « chaise de justice ».

## Géographie

### Situation, topographie

Situation des collines de Malvern en Angleterre ; l’aire en vert représente la zone classée au titre du patrimoine naturel.

Les collines de Malvern font partie d’une Area of Outstanding Natural Beauty, offrant des panoramas aussi bien sur le Herefordshire que sur le Worcestershire. Elles s'étirent sur plus de 13 km selon un axe nord-sud, allant de Great Malvern au village de Colwall, surplombent la vallée de la Severn à l'est, et au-delà le pays des Cotswolds. Le point culminant est le Worcestershire Beacon (425 m d'altitude). Ces collines sont renommées pour leurs sources d'eau minérale et leurs puits artésiens, qui ont fait de Great Malvern une station thermale du début du XIXe siècle. Jusqu'à une date récente, Malvern water était commercialisée à grande échelle et même exportée hors du Royaume-Uni.
Trois voies de passage franchissent les collines : la trouée de Wyche, la route A438 au nord de Raggedstone Hill et l’A449 road par le nord du Herefordshire Beacon, dont le sommet est occupé par un fort de l'Âge du Fer. On pense que ce fort est antérieur à l’ère chrétienne ; il a été occupé plus tard par un château fort. Les vastes terrassements sont encore bien visibles aujourd'hui et ils modèlent le contour des collines.
Principales collines, du nord au sud :
| Nom                      | Altitude |
| ------------------------ | -------- |
| End Hill                 | 329      |
| Table Hill               | 373      |
| North Hill               | 397      |
| Sugarloaf Hill           | 368      |
| Worcestershire Beacon    | 425      |
| Summer Hill              | 382      |
| Perseverance Hill        | 325      |
| Jubilee Hill             | 327      |
| Pinnacle Hill            | 358      |
| Black Hill (nord)        | 308      |
| Black Hill (sud)         | 270      |
| Tinkers Hill             | 213      |
| Herefordshire Beacon     | 338      |
| Millennium Hill          | 327      |
| Broad Down               | 292      |
| Hangman's Hill           | 276      |
| Swinyard Hill            | 271      |
| Midsummer Hill           | 284      |
| Hollybush Hill           | 242      |
| Raggedstone Hill (est)   | 250      |
| Raggedstone Hill (ouest) | 254      |
| Chase End Hill           | 191      |

### Géologie

#### Orogenèse

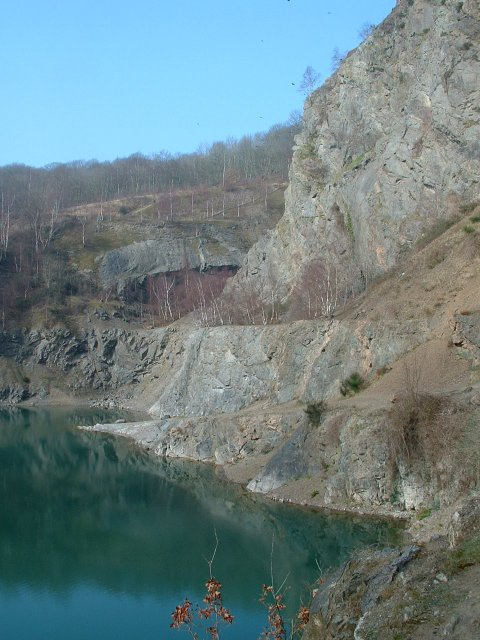
Les falaises de la carrière Gullet et leur relief inverse.

Les collines de Malvern sont formées de quelques-unes des plus anciennes roches d'Angleterre, qui sont surtout des roches ignées et métamorphiques de la fin du Précambrien, stade dit Cryogénien (il y a 680 millions d'années,).
On désigne par Malvern Line ou Malvern Lineament un linéament nord-sud qui coupe de part en part les collines de Malvern, se prolonge vers le sud jusqu'à Bristol et vers le nord au-delà de Kidderminster. C'est une succession de failles et de plis qui ont ramené les roches anciennes du Malvernien en surface. Ces roches ignées très dures ont mieux résisté à l'érosion que celles du paysage environnant : il en résulte une chaîne rectiligne dont les collines de Malvern sont la manifestation la plus visible. Cette ligne est interprétée comme l'interface de deux terranes, c'est-à-dire de deux fragments de la croûte terrestre réunies : la Terrane de Wrekin à l'ouest et la Terrane de Charnwood à l'est.
Les falaises de la carrière Gullet donnent une coupe à travers des roches du Précambrien où sont représentées diorites, granites, gneiss, schistes, pegmatites et dolérites. La multiplicité des discontinuités, des fractures, des failles et des plis cisaillés témoigne de la complexité des mouvements telluriques depuis l’époque de la formation de ces collines, et rend délicate l'identification de certaines roches : au cœur des discontinuités, on peut retrouver des dépôts d’hématite, de calcite et d’épidote,.
Non loin de la crête, il y a une petite grotte creusée de main d'homme, appelée Clutter's Cave (ou Giant’s Cave, Hermit’s Cave voire Waum’s Cave, en référence à la source de Walm qui se trouve en contrebas, en lisière du News Wood,). Cette grotte a été taillée dans des pillow lavas, dont on devine les motifs arrondis sur la roche à l'entrée.

#### Hydrogéologie

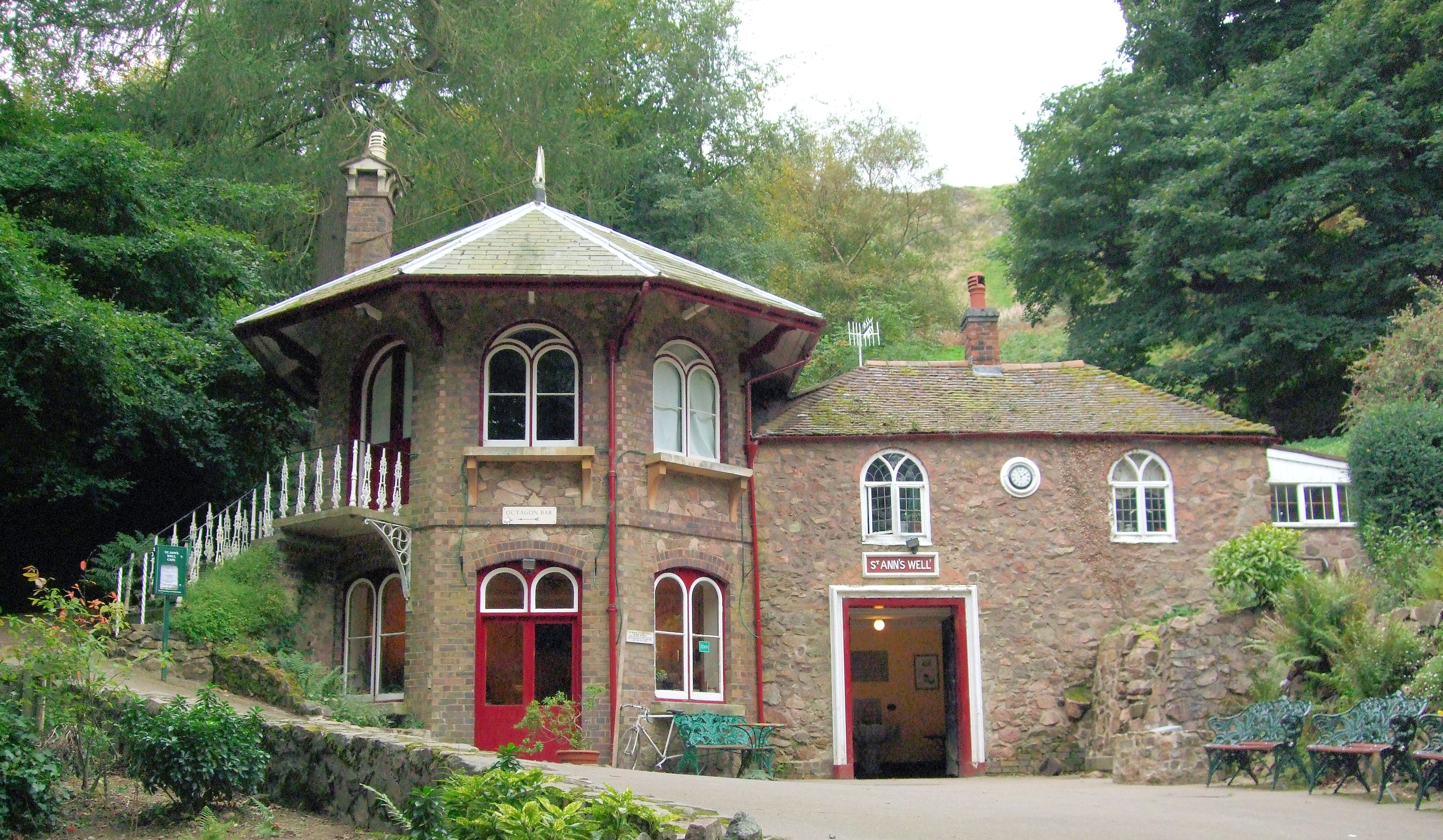
Le café St. Ann's Well de Malvern est une étape appréciée des promeneurs. Le pavillon à droite abrite la fontaine Sainte-Anne.

La qualité des eaux de Malvern s'explique par la géologie , : ces collines sont faites de roches magmatiques et métamorphiques du Précambrien, les plus anciennes et les plus dures d'Angleterre,. Ces roches ont une faible porosité mais présentent une perméabilité secondaire élevée à cause de leurs nombreuses fissures,. L'eau minérale de Malvern vient pour partie du ruissellement et pour partie de la fonte des neiges : elle a percolé à travers les fissures provoquées par les mouvements tectonique de compression il y a environ 300 millions d'années, lors de la subduction d'un front de couches sédimentaires de shale du Silurien et de craie, sous un massif de roches du Précambrien,,. Lorsque les fissures sont saturées, il se forme une nappe phréatique et l'eau se met à sourdre parmi les strates autour des lignes de faille. Selon la quantité de pluie, le débit varie de moins de 36 l/min à plus de 350 l/min. L'eau traverse la roche qui, de par sa dureté, ne contribue qu'à peine à sa minéralisation ; mais la finesse des fissures agit comme un véritable filtre vis-à-vis des plus grosses impuretés. On estime que le volume des précipitations pluvieuses sur ces collines suffit à rendre compte du débit des sources : en effet, après des pluies drues, certaines sources deviennent actives pendant six à huit semaines, et se tarissent après une période de sécheresse.

### Faune et flore
Ce parc naturel recouvre de vastes prairies acides, une lande au sommet et des forêts de feuillus mixte et des bois dans les vallées et les collines les moins élevées. Il y a trois forêts anciennes : Hollybush Roughs entre Castlemorton Common et la motte castrale de Midsummer Hill, Park Wood à West Malvern et un bois voisin de Holy Well, au-dessus des Malvern Wells.
Les espèces typiques des collines sont les loirs, Barbastelles, les alouettes, le Moyen nacré, le  Triton crêté, les vipères et le Peuplier noir.

## Histoire

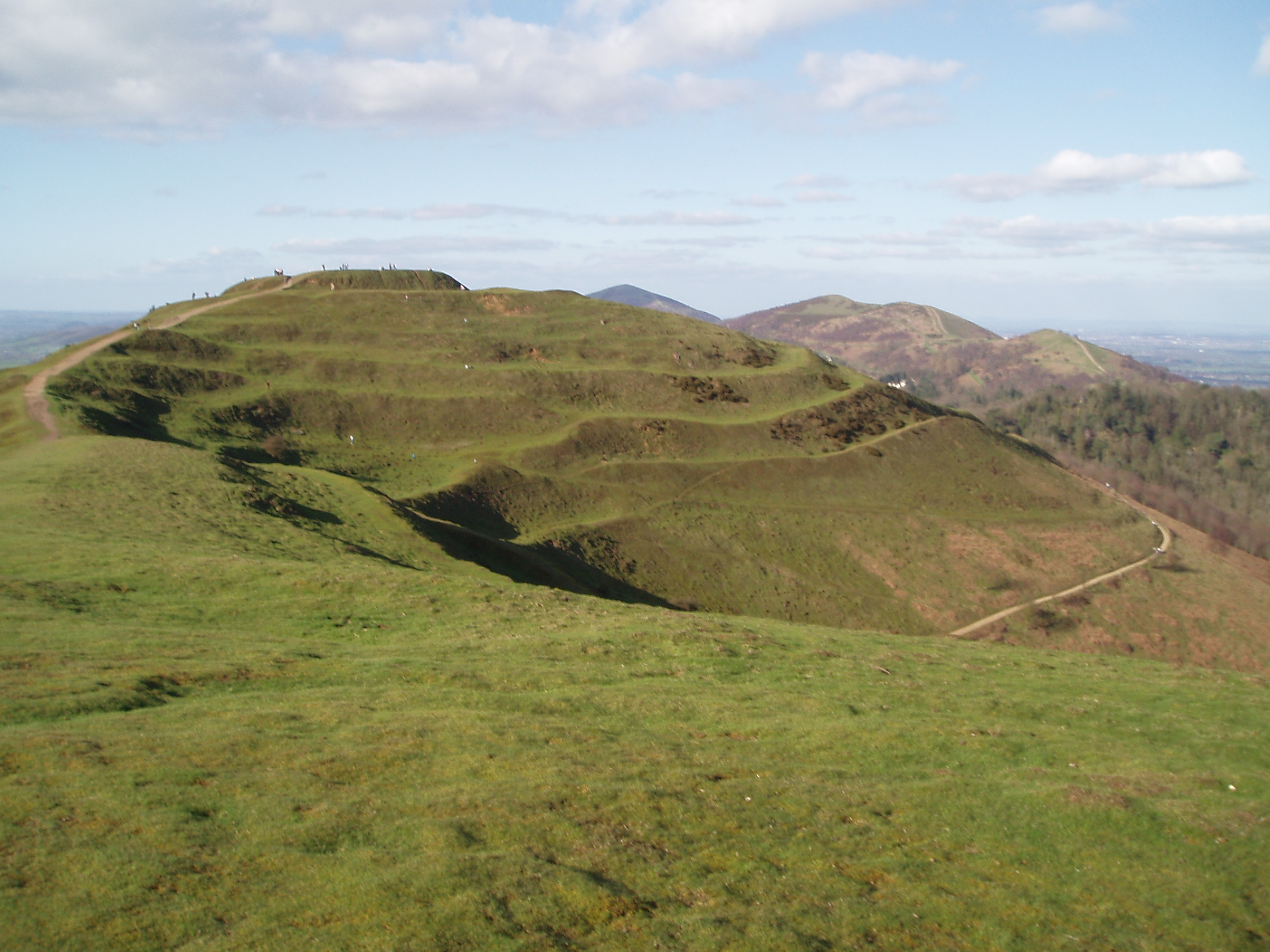
Terrasses de l’Âge du Fer et oppidum dit « Camp des Bretons ».

Les haches et pointes de flèche en silex, et les éclats trouvés dans la région témoignent de la présence humaine à l’Âge du Bronze, et le Shire Ditch, un fossé de la fin de l’Âge du bronze (vers 1000 av. J.-Chr.), a été creusé le long d’une partie de la crête des collines. La trouée de Wyche est un col qui a été emprunté dès les temps préhistoriques : c’était un tronçon de la Route du sel reliant Droitwich au Sud du Pays de Galles. La découverte, au XIXe siècle, de plus de deux cents lingots de métal témoigne que la région devait être habitée par des hommes de La Tène vers 250 av. J.-Chr. Selon le folklore local, le chef celte Caractacus aurait mené son dernier combat contre les Romains au « Camp des Bretons », un oppidum édifié au sommet des collines de Malvern, non loin de la future ville de Malvern. Toutefois, cette localisation est controversée car l’historien romain Tacite décrit un camp plus proche de la Severn. Il n’y a donc aucune preuve que l’occupation romaine ait entraîné la désertion de l’oppidum de Malvern, bien que les fouilles menées à proximité des oppidums de Midsummer Hill, de Bredon Hill et de Croft Ambrey portent trace de destructions violentes autour de 50 av. J.-C..

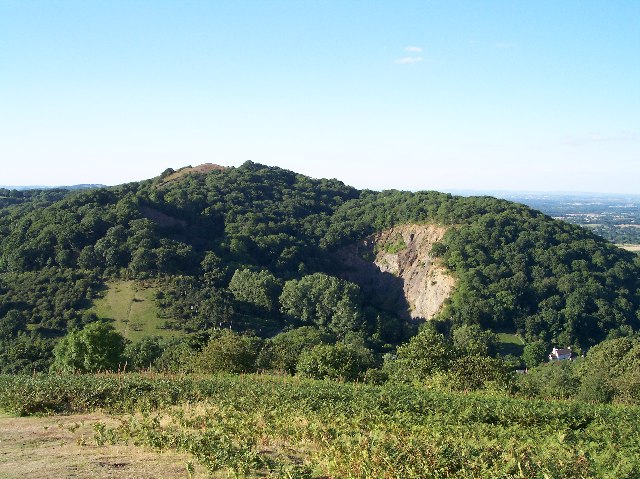
L’oppidum de Midsummer Hill et la carrière de craie de Hollybush.

Au cours du Moyen Âge, les collines faisaient partie de la forêt royale de Malvern Chase. Lorsque le roi Charles Ier entreprit de défricher cette forêt en 1630, cela déchaîna des jacqueries et un appel des propriétaires terriens. FInalement, la Couronne ne parvint à défricher qu'un tiers des terres, puis elle nomma des commissaires pour vérifier que les coupes d'arbres ne portait pas préjudice à la vaine pâture. Ce système perdura jusqu'aux années 1800.

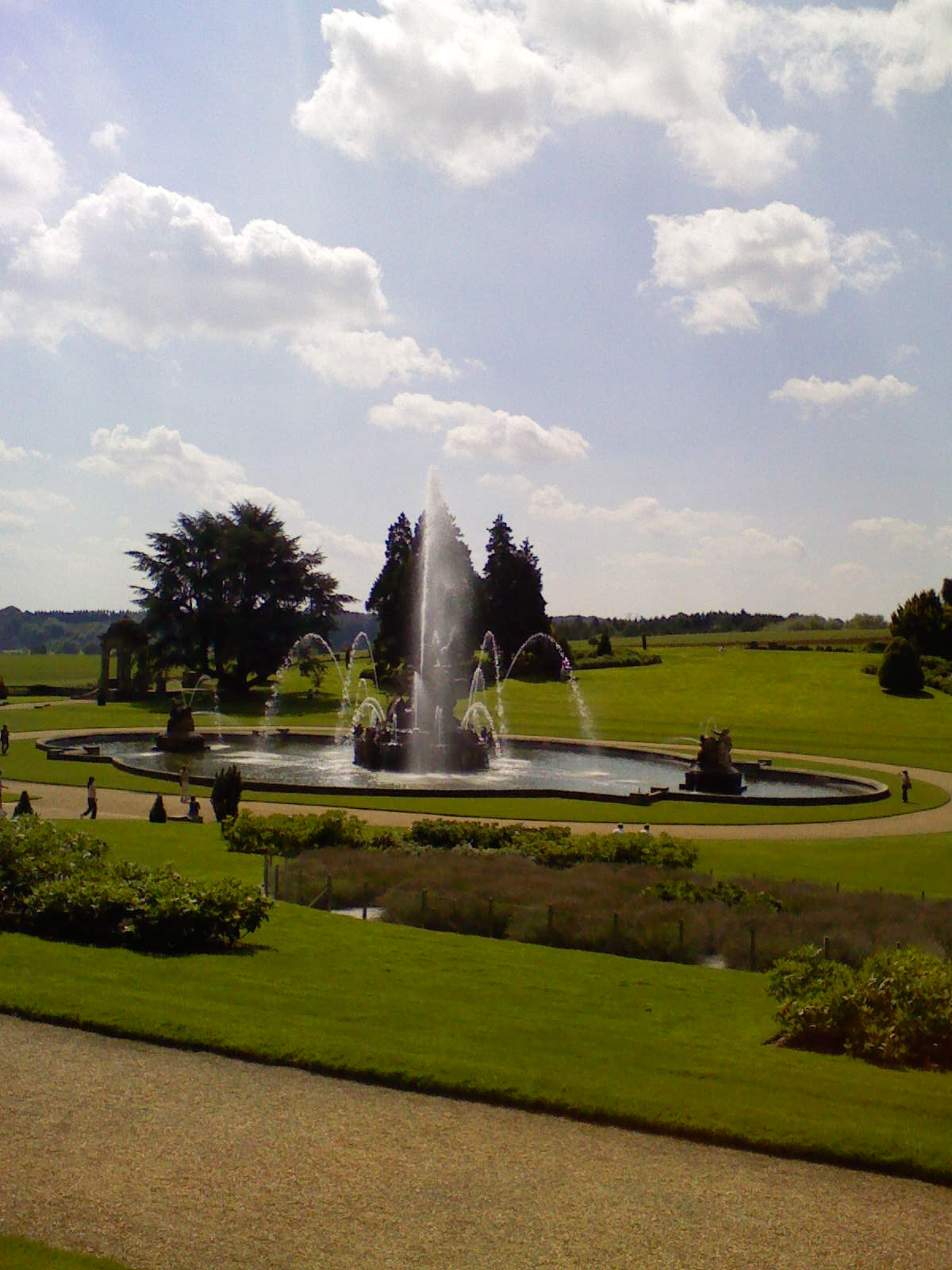
Fontaine de Witley Court.

Witley Court est un manoir à l'italienne commandé par John Ward, premier comte de Dudley, et fut souvent visité par la royauté et d'autres riches propriétaires terriens. Le château a subi un important incendie en 1937, qui le laisse en ruines. Les jardins et les fontaines sont conçus pour refléter la richesse du propriétaire ; ils peuvent encore se visiter. Le peintre et paysagiste William Andrews Nesfield a dessiné en 1853 les deux immenses fontaines. La plus grande, celle de Persée et Andromède, a été restaurée par l'English Heritage. C'est la pièce maîtresse triomphante des jardins élégants conçus par Nesfield, qui les a décrits comme son « travail de monstre ». Elle a 120 jets séparés cachés parmi des coquillages géants, des nymphes de mer, des dauphins et un serpent monstrueux.  
En 1884, une loi du Parlement confia la gestion du site à une institution indépendante, mais dès cette époque, l'exploitation du sous-sol, amorcée dès les années 1870 par Pyx Granite Co. à Tank Quarry et Little Malvern, était en plein essor. Les voies légales pour freiner cette exploitations demeurèrent sans effet et les carrières sont demeurées en activité jusqu'en 1966. Le paysage s'en est trouvé bouleversé avec la destruction d'habitats de batraciens ; toutefois le bilan écologique est complexe, car à l'opposé les falaises nées des carrières abandonnées offrent  des niches pour certains oiseaux. Elles sont aussi fréquentées des grimpeurs et accueillent des éducateurs et des enfants en difficulté. Plusieurs accidents sont survenus ces dernières années dans ces carrières, notamment à North Quarry et Tank Quarry,,.

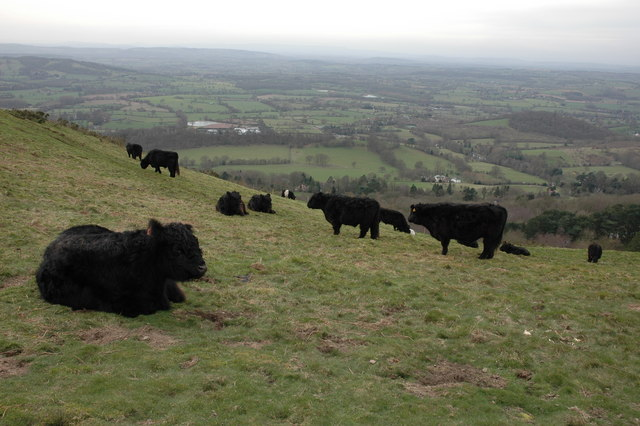
Un troupeau de dexter le long des coteaux.

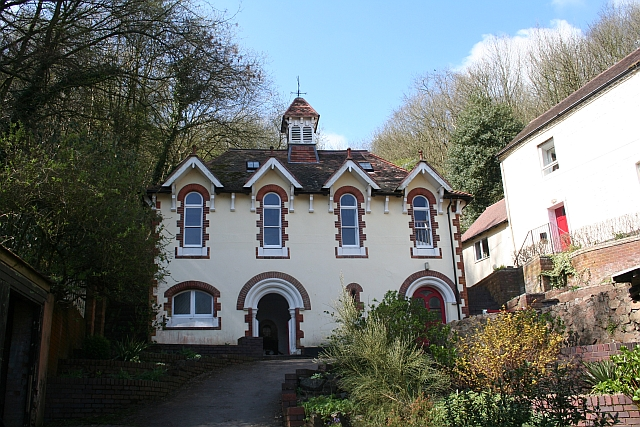
The Holy Well (Malvern) ; grâce à un tirage de loterie, la production de 1200 bouteilles par jour d'eau minérale Holy Well Spring a pu reprendre.

En 2000, la National Lottery a financé un projet de 1 300 000 £ visant à restaurer le réseau des sources minérales historiques et à réintroduire les prairies d'élevage dans les collines de Malvern. Ce Malverns Heritage Project a été confié à Malvern Hills AONB Service, en partenariat avec les comtés du Worcestershire, du Herefordshire, La Société des Bains de Malvern, English Nature, le National Trust, English Heritage etc. L'année suivante, le site des collines a été fermé au public par des clôtures pour la première fois de son histoire, et cette initiative a soulevé de nombreuses protestations,,. On recommanda aux promeneurs de s'en tenir éloigné afin de combattre les progrès d'une épidémie de fièvre aphteuse. Ces mesures ont porté préjudice à la fréquentation du pays et l'économie locale s'en est fortement ressentie.
En 2006, Heritage Lottery Fund a remis 770 000 £ au comté du Worcestershire pour clôturer les coteaux et inciter les éleveurs du crû à y faire paître leurs troupeaux. Neuf points d'eau ont pu être restaurés dans ce cadre.

## Activités

### Transports
La route A449, qui passe par le centre-ville de Malvern, relie la ville à Worcester et Ledbury. La bretelle de l’autoroute M5 contourne Malvern par l’est est on peut s’y embrancher par les échangeurs n°7 et 8. L’autoroute M50 (familièrement baptisée Ross Spur) passe plus au sud : on rattrape l’échangeur n°1 via l'A38 entre Tewkesbury et Malvern.
Quatre gares desservent l'AONB : Malvern Link, Great Malvern, Colwall et Ledbury. Elles se trouvent sur la Cotswolds & Malverns Line qui relie Oxford et Worcester à Hereford. Il y a des trains directs depuis Birmingham et la gare de Paddington.
Plusieurs lignes de bus régionales relient Malvern aux différents sites naturels : une ligne directe à longue-distance partant de Malvern dessert les villes de 11 autres comtés, par la route National Express 321, depuis Aberdare dans le Sud du Pays de Galles à Bradford dans le Yorkshire de l'Ouest via Birmingham, et la route 444 de Worcester à Londres (gare de Victoria).

### Sport, loisirs et tourisme

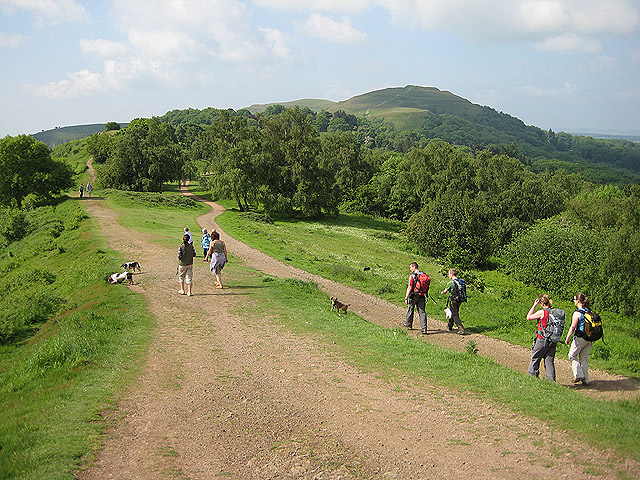
Randonneurs dans les collines de Malvern.

Les collines de Malvern permettent la pratique de nombreux sports de plein-air et d'activités de loisir variées, dont la marche, le vélo tout terrain, l'équitation, la course d'orientation, le deltaplane, l'aéromodélisme, la pêche, l'escalade et la plongée.
Le Worcestershire Way est un chemin de grande randonnée long de 50 km, reliant Bewdley à Great Malvern et situé entièrement dans le comté du Worcestershire. C'est une des principales attractions du parc naturel.
Le Geopark Way est un chemin de randonnée long de 175 km qui relie Bridgnorth à Gloucester et traverse le parc naturel d'Abberley et de Malvern Hills. Son tracé a été conçu pour mettre en valeur les sites geologiques et le paysage. Le centre d'interprétation de Malvern Hills se trouve à mi-chemin le long du Geopark Way, sur la colline de Wyche,,.
Fin 1999, le Conseil du tourisme Heart of England a mené une enquête auprès des touristes fréquentant les collines de Malvern pour le compte de l’Area of Outstanding Natural Beauty Partnership (AONB), demandant quels étaient, selon eux, les plus beaux panoramas. L’AONB a confié en 2009 aux paysagistes de Cooper Partnership Ltd. une étude visant à « identifier et justifier le choix de belvédères depuis et vers les collines de Malvern »,. Les informations recueillies n'ont pas seulement permis de sélectionner les panoramas les plus appréciés, mais aussi de réunir des propositions d'aménagement du paysage y compris au-delà de l’Area of Outstanding Beauty (comme l'interdiction de la construction d'éoliennes). Le cabinet Cooper Partnership a retenu 50 panoramas, dans et au-dehors des collines.

### Protection environnementale
Les collines de Malvern ont été classées Site d'intérêt scientifique particulier (SSSI) par Natural England, et Area of Outstanding Natural Beauty par la Countryside Agency.
Le parc géologique d’Abberley and Malvern Hills a ouvert ses portes en 2004. Il est aux confins des comtés de Herefordshire, de Gloucestershire, de Shropshire et de Worcestershire, et couvre 3 240 km2. Les particularités géologiques et géomorphologiques de ce massif avaient été reconnues bien plus tôt, puisqu'on y avait déjà recensé 13 sites d'intérêt scientifique particulier (SSSI) et 179 géotopes (LGS). Il n'y a à ce jour[Quand ?] que sept parcs géologiques au Royaume-Uni.

## Folklore et culture

### Musique

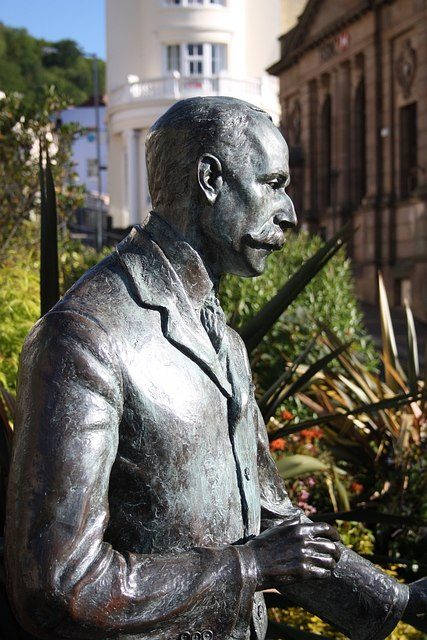
Sir Edward Elgar, Belle Vue Island, Great Malvern.

Le compositeur Edward Elgar, originaire du pays, parcourait volontiers les collines à pied et à vélo. Il a écrit une cantate intitulée Caractacus (1898), qui fait allusion à la légende de l'ultime résistance des Celtes à l'envahisseur romain,. En 1934, déjà très malade, il écrivit à un ami : « Si après ma mort tu entends quelqu’un dans les collines de Malvern en train de siffler le refrain du concerto pour violoncelle, n'aie pas peur : ce sera moi. »
Les compositeurs Herbert Howells et Ivor Gurney avaient eux aussi l'habitude de faire de longues promenades à travers les collines des  Cotswolds voisines, et la beauté naturelle de l'endroit, notamment le panorama sur les collines de Malvern, inspira pour une grande part leur musique. Howells a dédié sa première grande composition, le Quartette pour piano en la mineur (1916), à « la colline de Chosen et à Ivor Gurney qui la connaît si bien. »
La chanteuse suédoise Jenny Lind a passé les dernières années de sa vie à Point près du Camp des Bretons. Elle est inhumée dans le cimetière de Great Malvern.

### Littérature
Les collines de Malvern sont le décor d'un célèbre lai du XIVe siècle : Les Visions de Pierre le laboureur (1362) de William Langland. On y trouve en tout cas la première allusion poétique à Malvern : « And on a Maye mornynge on Malverne hylles,. » On suppose que Langland a reçu son éducation au prieuré de Great Malvern.
Dans les années 1930, le poète W. H. Auden a enseigné pendant trois ans à The Downs School (Colwall) et y a composé certains de ses plus beaux poèmes amoureux, dont : This Lunar Beauty; Let Your Sleeping Head; My Love, Fish in the Unruffled Lakes et Out on the Lawn I Lie in Bed. Il a dédié une longue ode aux collines : The Malverns.
J.R.R. Tolkien a tiré son inspiration des paysages de Malvern qu’il apercevait depuis sa maison d'enfance à Birmingham et la maison de son frère Hilary, près d'Evesham. Il a découvert le pays par C. S. Lewis, qui l'y avait invité pour qu'il fasse la connaissance de George Sayer, professeur de littérature anglaise à Malvern College. Sayer, ancien étudiant de Lewis, était devenu son biographe, et en compagnie de Tolkien il fréquentait les collines de Malvern. Des séances de lecture de Tolkien lisant chez George Sayer, à Malvern, des passages de ses romans Le Hobbit et Le Seigneur des anneaux ont été enregistrées en 1952. Les enregistrements ont été diffusés par la suite sur des disques  gramophone de 30 cm. Dans le fascicule accompagnant ces disques (J.R.R. Tolkien Reads and Sings his The Hobbit & The Fellowship of the Ring), George Sayer indique qu’au cours de leurs promenades Tolkien évoquait ces livres et comparait certains paysages des collines de Malvern aux 
Montagnes Blanches de Gondor.
La poétesse Elizabeth Barrett Browning a passé son enfance à Hope End, un domaine de 200 ha à Ledbury (Herefordshire), voisin des collines de Malvern. Son séjour à Hope End lui inspira Aurora Leigh.
Dans son essai Early British Trackways (1922), le photographe Alfred Watkins a suggéré l'existence d'alignements préhistoriques, les ley lines, et indiqué que l'une d'elles reliait plusieurs sources des collines de Malvern, dont la source Sainte-Anne, Holy Well, Walms Well et St. Pewtress Well. Cette thèse perdit en crédit au cours des années 1930, mais connut un regain d'intérêt à la fin des années 1960 : ainsi, dans son guide The Ley Hunter's Companion (1979), l'occultiste Paul Devereux suggère qu'un alignement de 15 km, le Malvern Ley, passait bien par St Ann’s Well, la tranchée de Wyche, Midsummer Hill, le hameau de Whiteleaved Oak, Redmarley D'Abitot et Pauntley. Dans son essai City of Revelation (1973), un autre occultiste britannique, John Michell (1933 – 2009) émet l'hypothèse que Whiteleaved Oak se trouve au centre d'un cercle géographique qu'il appelle poétiquement Circle of Perpetual Choirs, passant par Glastonbury, Stonehenge, Goring-on-Thames et Llantwit Major. Cette théorie a été explorée par l'Association des sourciers britanniques (British Society of Dowsers) et forme la trame d'un roman de Phil Rickman, The Remains of an Altar, (2006).
La troisième nouvelle du recueil de l'écrivain anglo-japonais Kazuo Ishiguro intitulé Nocturnes (2009) s'appelle Malvern Hills.
Un roman de Charles F. Grindrod, The Shadow of the Ragged Stone, évoque une légende selon laquelle, par temps humide, une nuée paraît se dresser du haut des collines et apporte la malédiction à ceux qu'elle touche. La nuée serait le fantôme d'un moine qui, pour avoir rompu son  vœu de chasteté, aurait été condamné à parcourir les collines à genoux pour le reste de son existence.

### Cinéma
La carrière de Tank Quarry sur North Hill et la carrière West of England au sommet du Worcestershire Beacon servent de décor à un épisode de la série télévisée Doctor Who (The Krotons), avec Patrick Troughton comme acteur invité,,.